# 伊塞克湖区
伊塞克湖区是吉尔吉斯斯坦东北部伊塞克湖州下辖的一个区。区治所位于喬爾蓬阿塔。该区面积为3,603平方（1,391平方英里），2009年人口为75,533人。